# Авиационная безопасность
Авиацио́нная безопа́сность — комплекс мер, а также людские и материальные ресурсы, предназначенные для защиты гражданской авиации от актов незаконного вмешательства. С точки зрения российского законодательства, авиационная безопасность определяется как состояние защищённости авиации от незаконного вмешательства в деятельность в области авиации.

## Общая характеристика
Ежедневно сотни тысяч людей пользуются услугами гражданской авиации, что  является потенциальной целью для терроризма и других форм преступности из-за  наличия большого количества людей в одном месте. По данным международных источников, только в 2013 году в мире гражданской авиацией было перевезено свыше 755 миллионов зарегистрированных пассажиров.
После террористических актов 11 сентября 2001 года в США, когда угнанные воздушные суда террористы использовали как смертельное оружие, во многих странах мира изменилось отношения к авиационной безопасности.
Во многих странах изменилось законодательство с целью усиления авиационной безопасности. В США принимается Закон об авиационной и транспортной безопасности и создается  «Администрация транспортной безопасности» (англ. Transportation Security Administration (TSA)). В Канаде создается «Канадская служба безопасности воздушного транспорта» (англ. Canadian Air Transport Security Authority (CATSA)).
В Европейском союзе в 2002 году Постановлением № 2320/2002 введено требование о проведении проверок безопасности на всех пассажирских рейсах, в том числе внутренних. А Регламент (ЕС) № 300/2008 Европейского парламента и Совета устанавливает общие в Европейском союзе правила защиты гражданской авиации от актов незаконного вмешательства.
В Германии, учитывая положения Постановления ЕС № 2320/2002 11 января 2005 года, был принят Федеральный закон «Закон авиационной безопасности».

## Обеспечение авиационной безопасности
К обеспечению авиационной безопасности существует различный подход.
Например в Австралии обеспечение авиационной безопасности возложена на Австралийскую федеральную полицию (англ.The Australian Federal Police (AFP)). Сотрудники AFP Airport Operations обеспечивают авиационную безопасность в девяти крупных австралийских аэропортах Сидней, Мельбурн, Брисбен, Перт, Аделаида, Кэрнс, Голд-Кост, Канберра, Дарвин.
В Ирландии например обеспечением авиационной безопасности занимается специальная полицейская служба Служба полиции аэропортов (ирл. Éire Póilíní an Aerfoirt).
В Пакистане авиационной безопасностью занимается Служба безопасности аэропортов (англ. The Airports Security Force (ASF)), являющейся структурным подразделением Авиационного отдела (департамент правительства Пакистана).
Не редко в качестве сил обеспечивающих авиационную безопасность используют частные охранные организации, ведомственную или военизированную охрану.
В России обеспечением авиационной безопасности занимаются созданные в 1994-1997 года Службы авиационной безопасности (САБ) аэродромов и аэропортов, авиапредприятий, службами ведомственной охраны. В марте 1997 года был принят Воздушный кодекс РФ, в котором впервые появилась глава «Авиационная безопасность», раскрывающая вопросы деятельности САБ.
Документы, подтверждающие соответствие юридического лица Федеральным авиационным правилам, и предоставляющие разрешение на деятельность по обеспечению авиационной безопасности, в России выдаются Федеральным агентством воздушного транспорта, в других странах соответствующими аналогичными ведомствами.
Обучение на специалиста по обеспечению авиационной безопасности производится в авиационных училищах гражданской авиации (например, УИ ГА). Так же подготовкой и переподготовкой специалистов по авиационной безопасности осуществляется в учебных центрах по авиационной и транспортной безопасности при аэропортах (Шереметьево, Домодедово).

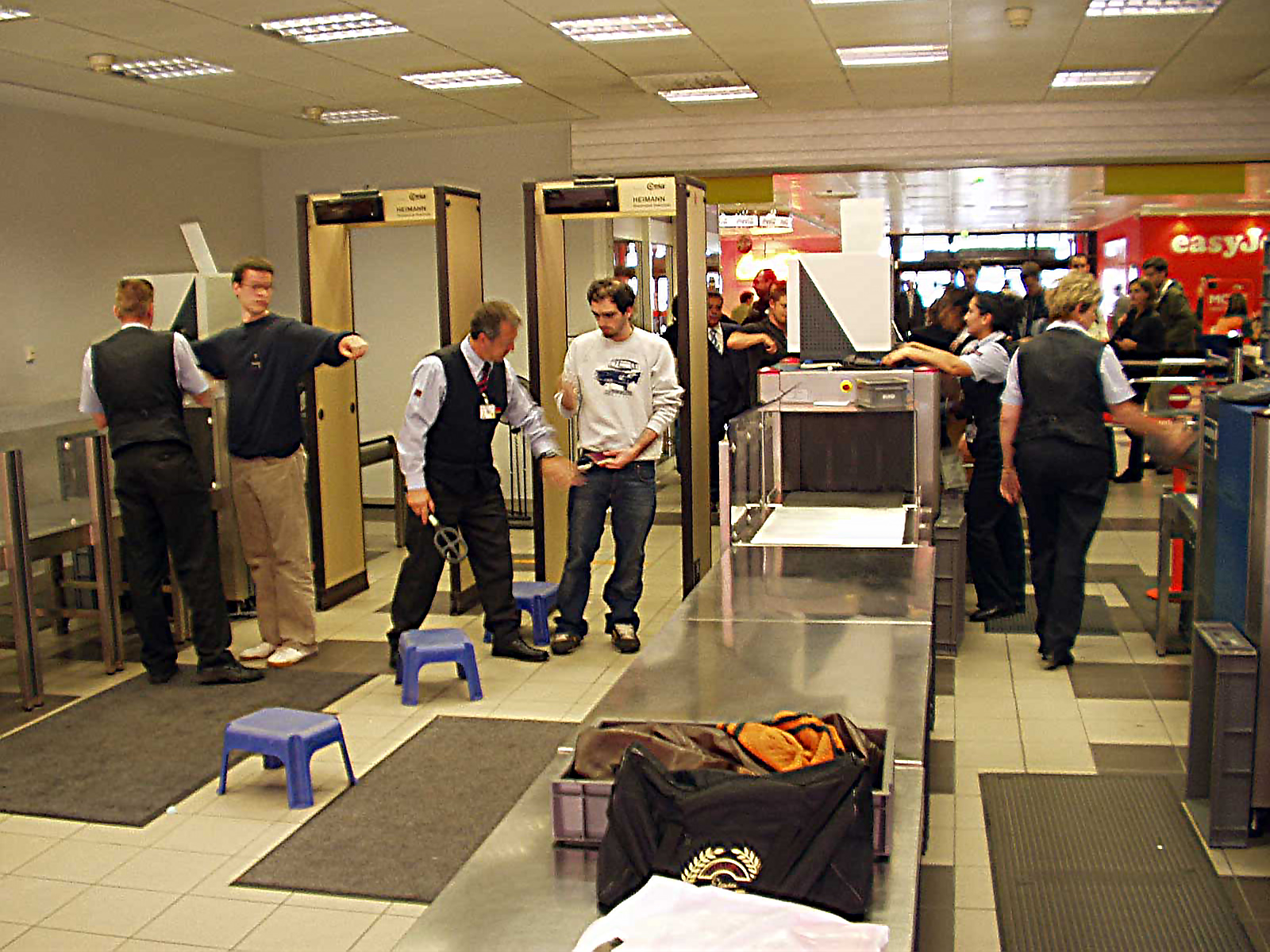
Рентгеновские сканеры и металлоискатели, используемые для проверки пассажиров службой авиационной безопасности аэропорта

Основными целями обеспечения авиационной безопасности являются устойчивое и безопасное функционирование воздушных судов, аэропортов и аэродромов, защита интересов личности, общества и государства в сфере деятельности гражданской авиации от актов незаконного вмешательства.
К актам незаконного вмешательства относятся акты или попытки совершения актов, угрожающих безопасности воздушного транспорта, например: незаконный захват или уничтожение воздушных судов (ВС); захват заложников на борту ВС или на аэродромах; насильственное проникновение на объекты гражданской авиации или размещение на них оружия, опасного устройства или материала с преступными целями;
использование ВС с целью причинения смерти, тяжелых телесных повреждений или серьезного ущерба имуществу или окружающей среде; сообщение ложной информации, ставящей под угрозу безопасность ВС, пассажиров, членов экипажа, наземного персонала или общественности, в аэропорту или в расположении иных объектов гражданской авиации.
В Российской Федерации авиационная безопасность, как часть транспортной безопасности регламентируется Федеральным законом Российской Федерации от 9 февраля 2007 г. № 16-ФЗ «О транспортной безопасности», а также Постановлениями Правительства РФ и приказами Министерства транспорта РФ.
Все мероприятия по обеспечению авиационной безопасности предусмотрены международными стандартами Международной организации гражданской авиации (ИКАО) в области защиты гражданской авиации от актов незаконного вмешательства, и разрабатываются с учётом требований, установленных международными договорами Российской Федерации,Федеральным законом «О транспортной безопасности» от 09.02.2007 № 16-ФЗ, а также принимаемыми в соответствии с ними иными нормативными правовыми актами Российской Федерации.
Контроль и надзор за соблюдением законодательства Российской Федерации, в том числе международных договоров в сфере гражданской авиации, в части обеспечения транспортной безопасности осуществляет Ространснадзор.

## Требования к специалистам по обеспечению авиационной безопасности
К работникам непосредственно связанным с обеспечением авиационной безопасности (во исполнение Федерального закона «О транспортной безопасности») предъявляются определённые требования. Так работниками службы авиационной безопасности не могут быть лица:
- имеющие непогашенную или неснятую судимость за совершение умышленного преступления;
- страдающие психическими заболеваниями, алкоголизмом, наркоманией, токсикоманией;
- уволенные с государственной службы, в том числе из правоохранительных органов, органов прокуратуры или судебных органов в связи с совершением дисциплинарного проступка, грубым или систематическим нарушением дисциплины, совершением проступка, порочащего честь государственного служащего, утратой доверия к нему;
- в отношении которых по результатам проверки, проведённой в соответствии с Федеральным законом «О полиции», имеется заключение органов внутренних дел о невозможности допуска к выполнению работ, непосредственно связанных с обеспечением транспортной безопасности;
- внесённые в перечень организаций и физических лиц, в отношении которых имеются сведения об их причастности к экстремистской деятельности или терроризму;
- подвергнутые административному наказанию за потребление наркотических средств или психотропных веществ без назначения врача либо новых потенциально опасных психоактивных веществ, до окончания срока, в течение которого лицо считается подвергнутым административному наказанию;
- имеющие медицинские противопоказания к выполнению работ, непосредственно связанных с обеспечением транспортной безопасности, в соответствии с медицинским заключением, выданным в установленном порядке;
- не прошедшие в порядке, установленном Федеральным законом, подготовку и аттестацию сил обеспечения транспортной безопасности;
- сообщившие заведомо ложные сведения о себе при приёме на работу, непосредственно связанную с обеспечением транспортной безопасности.

Работники подразделений авиационной безопасности обязаны ежегодно проходить профилактические медицинские осмотры, включающие в себя химико-токсикологические исследования наличия в организме человека наркотических средств, психотропных веществ и их метаболитов, а также периодические проверки на пригодность к действиям в условиях, связанных с применением специальных средств.

## Мероприятия по обеспечению авиационной безопасности
В целях обеспечения авиационной безопасности осуществляются мероприятия по обследованию (досмотру, дополнительному досмотру и повторному досмотру) физических лиц (пассажиров, членов экипажа ВС, работников авиакомпаний и аэропорта и др.), транспортных средств (воздушных судов, спецтехника ), грузов, багажа, ручной клади и личных вещей, находящихся у физических лиц, направленные на обнаружение  оружия, взрывчатых веществ или других устройств, предметов и веществ, в отношении которых в соответствии с правилами установлены запрет или ограничение.
Так же в ходе досмотра в случаях, предусмотренных требованиями по обеспечению авиационной безопасности, проводятся наблюдение и (или) собеседование («профайлинг»), направленные на выявление физических лиц, в действиях которых усматриваются признаки подготовки к совершению актов незаконного вмешательства.
Лица, отказавшиеся от досмотра, на территорию аэродрома (аэропорта или ВС) не допускаются.
Отказ пассажира от досмотра, дополнительного досмотра и повторного досмотра в целях обеспечения авиационной безопасности является основанием для расторжения договора перевозки в одностороннем порядке.

## Правовые акты
- Соглашение о сотрудничестве по обеспечению защиты гражданской авиации от актов незаконного вмешательства (Минск, 26 мая 1995 года)
- Воздушный кодекс РФ, ст. 83, 84, 85, 85.1, 85.2.
- Федеральный закон «О транспортной безопасности» от 09.02.2007 № 16-ФЗ
- Приказ Минтранса РФ от 25.08.2015 № 264  Архивная копия от 22 июля 2018 на Wayback Machine
- Приказ Министерства транспорта РФ от 23 июля 2015 г. № 227 Архивная копия от 18 мая 2019 на Wayback Machine  «Об утверждении Правил проведения досмотра, дополнительного досмотра, повторного досмотра в целях обеспечения транспортной безопасности».
- Приказ Министерства транспорта РФ от 25 июля 2007 г. № 104 "Об утверждении Правил проведения предполетного и послеполетного досмотров".